# Joanna Jędrejek
Joanna Jędrejek (ur. 23 października 1970 w Zgorzelcu) – polska aktorka.

## Życiorys
W 1993 ukończyła studia we wrocławskiej Filii Państwowej Wyższej Szkoły Teatralnej im. Ludwika Solskiego w Krakowie.
W latach 1999–2001 występowała w Opolu. Obecnie pracuje w Teatrze Powszechnym im. Jana Kochanowskiego w Radomiu.

## Filmografia
- 2014: M jak miłość – ekspedientka z warzywniaka
- 2013: Pierwsza miłość – Anna, kuracjuszka z sanatorium w Lądku-Zdroju
- 2010: Barwy szczęścia (odc. 429) – Joasia
- 2007: Plebania (odc. 873) – wróżka
- 2007: Na dobre i na złe (odc. 299, 300) – aktorka
- 2005: Dzieje drugiego początku (odc. 13) – pracownica agencji
- 2004: Lokatorzy (odc. 204) – Kasia
- 2003: Tygrysy Europy 2
- 2002–2003: Gorący temat – policjantka Dorota
- 2002: Chopin – Pragnienie miłości – dama na koncercie
- 2002: Wiedźmin – przystojna Elfka
- 2002: Dzień świra – dziewczyna reklamująca „wyciąg z fiuta”
- 2001: Graczykowie, czyli Buła i spóła (odc. 11) – panienka polecona Bule przez brata
- 2001: Miodowe lata (odc. 70) – Iwona
- 2000: 13 posterunek 2 – st. post. Andżelika
- 2000: Sezon na leszcza – zakładniczka
- 2000: Twarze i maski – aktorka Kalina Korycka
- 2000-2001: Miasteczko – nauczycielka
- 1999: Skok – pielęgniarka
- 1997: 13 posterunek – st. post. Andżela (gościnnie, jako uczestniczka wyborów Miss Policji)
- 1995: Nic śmiesznego – dziewczyna opowiadająca o 4 orgazmach z owczarzem (2. kochanka Adama)
- 1994: Miasto prywatne – dziewczyna
- 1993: Obcy musi fruwać
- 1993: Jańcio Wodnik – dziewczyna ze świty Jańcia
- 1993: Żywot człowieka rozbrojonego – dziewczyna